# A Estrela Sobe
A Estrela Sobe é um filme de drama brasileiro de 1974, dirigido por Bruno Barreto e roteirizado por Barreto, Isabel Câmara, Carlos Diegues e Leopoldo Serran, baseado no livro homônimo de Marques Rebelo. Estrelado por Betty Faria, o filme acompanha a trajetória de uma cantora que atualmente está em decadência, relembrando como sua carreira ascendeu. Conta ainda com as atuações de Odete Lara, Carlos Eduardo Dolabella, Irma Alvarez e Roberto Bonfim nos demais papéis principais.
A Estrela Sobe teve seu lançamento comercial nos cinemas do Brasil em 10 de outubro de 1974 com distribuição da Ipanema Filmes. O filme foi recebido com elogios da crítica, sobretudo pela performance aclamada de Betty Faria como Leniza Meyer  (apesar de ter sido dublada integralmente no filme por Norma Blum - já que sua dicção (nas falas) e talento musical não estavam de acordo com o standard da produção) e pela abordagem corajosa de temas considerados polêmicos no Brasil, sobretudo pelo contexto de ditadura militar em que foi lançado. O filme registrou um sucesso comercial ultrapassando 1,7 milhão de espectadores nos cinemas.
Betty foi premiada com o importante Prêmio Air France de Cinema como melhor atriz por sua performance no filme, que também premiou o diretor Bruno Barreto. A Associação Paulista de Crítico de Arte elegeu o filme na categoria de Melhor Roteiro de Cinema. Odete Lara, que interpretou a melhor amiga da protagonista, foi premiada como Melhor Atriz Coadjuvante no Festival de Guarujá e no Coruja de Ouro.

## Sinopse
Jurada em um concurso de talentos na TV, a famosa Leniza Mayer (Betty Faria) relembra sua trajetória de ascensão. Começando como vendedora em um laboratório farmacêutico, ela sonha em ingressar no rádio. Seu encontro com Mário (Carlos Eduardo Dolabella) em uma festa de sorvete dançante promete abrir portas na Rádio Metrópolis, onde ela realiza um teste e garante um contrato. Leniza se envolve com Mário antes de romper com ele e com seu antigo amor platônico, o Dr. João (Paulo César Pereio). Ela passa a viver com a cantora Dulce (Odete Lara), sua grande apoiadora.
Com o tempo, Leniza troca o amor de Dulce pela segurança proporcionada por Amaro, um industrial que a ajuda a participar de shows no Cassino da Urca e até mesmo a estrelar um filme na Atlântida. Grávida de Amaro (Álvaro Aguiar), ela tenta em vão realizar um aborto com a ajuda de Dr. João e acaba nas mãos de uma parteira inescrupulosa. Doente, ela é acolhida por sua mãe, Dona Manuela (Vanda Lacerda), com quem brigara ao deixar o laboratório. Ao descobrir sobre sua relação com Dulce, Dona Manuela abandona a casa. Sozinha, Leniza se dedica completamente à sua carreira, e sua estrela começa a brilhar cada vez mais intensamente.

## Elenco
- Betty Faria como Leniza Mayer
- Carlos Eduardo Dolabella como Mário Alves
- Odete Lara como Dulce Veiga[2]
- Vanda Lacerda como Dona Manuela
- Labanca como Seu Alberto
- Paulo César Pereio como Dr. João Oliveira
- Nelson Dantas como Porto
- Álvaro Aguiar como Amaro
- Irma Álvarez como Nair Soledad
- Thaís Portinho como Neuza Abrantes
- Roberto Bonfim como Astério
- Neila Tavares como Judith
- Wilson Grey como Negrinho
- Geraldo Sobreira como Antenor
- Paulo Neves como Martinho Pacheco
- Victor Zambito como Locutor
- Letícia Magalhães como Parteira
- Silvia Cadaval como amiga de Leniza
- Julia Moreno como amiga de Leniza
- Tharia Thomson como amiga de Leniza
- Marie Claude como amiga de Leniza[1]
- Grande Otelo como ele mesmo
- Luís Carlos Miele como ele mesmo

## Produção
A Estrela Sobe é o segundo filme de Bruno Barreto e, assim como seu primeiro, Tati, a Garota, é baseado em uma obra literária. As negociações para adquirir os direitos começaram em 1973, mediadas por Lucíola Barreto, avó do diretor. Segundo alguns jornais da época, não foi uma negociação fácil devido a questões anteriores envolvendo os direitos de outra obra de Marques Rebelo. Em uma entrevista para a Revista O Cruzeiro (Ed. 43, 1974), Barreto mencionou que Rebello estava entusiasmado em ver seu livro favorito nas telas, mas infelizmente o romancista veio a falecer naquele mesmo ano, antes de ver o filme concluído.

### Escolha do elenco

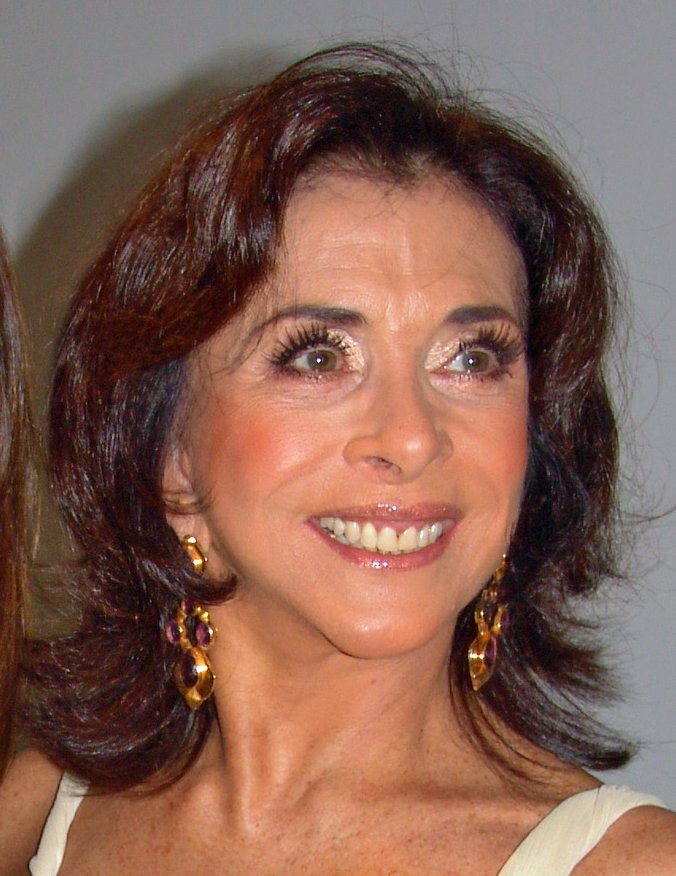
Betty Faria foi escolhida para interpretar Leniza Meyer.

Em 1973, Betty gravou a novela Cavalo de Aço. Logo após encerrar sua participação nesta obra, foi convidada para integrar a montagem de Calabar, peça de Chico Buarque. No entanto, às vésperas da estreia, a peça foi censurada pelo Governo Federal da época. Subitamente, os 40 atores envolvidos no projeto se viram desempregados. Foi nesse contexto que a atriz recebeu o convite para participar de A Estrela Sobe. A contratação foi providencial tanto para ela, como atriz, quanto para os produtores do filme, já que o papel de Leniza Mayer havia passado por várias atrizes antes de chegar às mãos de Betty.
O primeiro nome considerado para protagonizar o filme foi Dina Sfat. Conhecida por seu papel em Tati, a Garota, o aclamado filme de estreia de Bruno Barreto, já estava se preparando para as gravações. Ela até mesmo estava tendo aulas de canto com Dori Caymmi, como mencionado pelos jornais da época, quando foi convocada pela TV Globo para estrelar Os Ossos do Barão. Isso desencadeou uma busca por uma substituta para Dina.
A primeira escolha, Sandra Bréa, não pôde aceitar, assim como Adriana Prieto, que veio a falecer naquele mesmo ano de 1974. Betty Faria acabou sendo a quarta opção, mas se revelou a mais acertada. Além de ter experiência com dança, ela já possuía alguma vivência como cantora, tendo gravado em 1966 o contracanto de Canto de Ossanha, dos Afro Sambas, disco de Vinicius de Moraes. Para interpretar Dulce Veiga, outro papel crucial em A Estrela Sobe, o cineasta destaca que Odete Lara foi uma escolha unânime.

### Gravações
Embora tenha cantado em todas as performances musicais do filme, a voz de Leniza nos diálogos não pertence à atriz Betty Faria. Naquela época, a técnica de filmagem exigia que o som fosse gravado separadamente da imagem. Em A Estrela Sobe, uma circunstância peculiar surgiu, influenciada pela produção simultânea de uma novela. Segundo relatos exclusivos ao TV História pelo diretor do filme, Bruno Barreto disse: "Betty já estava comprometida com a produção de O Espigão, o que impossibilitou a gravação de sua voz, pois a dublagem demandaria aproximadamente um mês. Isso nos obrigou a buscar outra atriz para dublar suas cenas. A escolhida foi Norma Blum.
As cenas de abertura e encerramento do filme foram filmadas nos estúdios da antiga TV Rio, onde Betty iniciou sua carreira como uma das dançarinas do programa Noite de Gala e estrelou sua primeira novela, Acorrentados. Na época das filmagens de A Estrela Sobe, a emissora já havia deixado o prédio do Cassino Atlântico no Posto 6 de Copacabana e estava em dificuldades financeiras, com seus estúdios instalados em um hotel abandonado em Ipanema, cuja construção foi paralisada devido à falência da construtora.

### Controvérsias
Betty Faria descreve em seu livro que suas relações com Bruno Barreto foram difíceis, algo confirmado pelo próprio diretor ao TV História, onde ele admitiu ser um tanto autoritário. Em uma entrevista à revista Manchete em 1974 (Ed. 1167), Betty mencionou ter lutado por seus direitos durante as filmagens do filme, reclamando por suas horas de trabalho e diárias após a conclusão do filme. Esse desrespeito profissional parece ter contribuído para o desgaste entre os dois na época. Betty relata em sua biografia que a amizade com Barreto só foi restaurada durante as gravações de Romance da Empregada (1988), o que é negado pelo diretor, que lembra ter homenageado a atriz em Dona Flor e Seus Dois Maridos, onde ela reapareceu como Leniza.

## Lançamento
A Estrela Sobe foi lançado comercialmente no Rio de Janeiro em 10 de outubro de 1974 pela Ipanema Filmes. O filme esteve presente também no Festival de Cinema do Guarujá, em São Paulo, em 1974.

### Bilheteria
Comercialmente, o filme foi um sucesso. Em seu lançamento em 1974, o filme registrou uma bilheteria de 1.7 milhão de espectadores, tornando-se um dos filmes mais assistidos do ano.

## Recepção

### Análise da crítica e censura
O filme aborda temas delicados como bissexualidade e aborto. Em uma crítica elogiosa ao filme, Flávio Marinho destacou que ele evoca a nostalgia dos anos 40 com toques dos anos 70, e observou que Betty Faria está excelente. A abordagem desses temas ainda hoje pode ser considerada corajosa, especialmente diante da atual onda conservadora no país. Em 1974, durante a vigência da censura, o filme não escapou ileso. Surpreendentemente, não foram as temáticas sexuais, o aborto ou o envolvimento da protagonista com a prostituição que mais chocaram os censores, mas sim a cena que retrata a perda da virgindade da personagem principal. Segundo Bruno Barreto, em entrevista ao TV História, essa cena foi cortada das cópias do filme, embora tenha sido mantida nas exibições em festivais, os únicos locais onde o filme foi apresentado na íntegra.
Leniza Mayer talvez tenha sido a primeira personagem de Betty Faria a revelar uma característica que se tornaria recorrente em seus papéis: a determinação implacável em alcançar seus objetivos, mesmo que isso envolva comprometer-se. A atriz expressou seu entusiasmo com o filme em entrevista à Revista Manchete (Ed. 1309), mencionando a riqueza de emoções a explorar: medo, insegurança, dor, luta e desejo de afirmação. Além disso, a publicação da Bloch destacou o pioneirismo de A Estrela Sobe ao apresentar personagens femininas fortes, assumindo papéis decisivos e centrais, rompendo com o padrão de personagens secundárias até então (Manchete, Ed. 1137). Essa preocupação com a representação feminina foi uma consideração do diretor do filme, que contratou a roteirista Isabel Câmara para dar um tratamento mais feminino, especialmente aos diálogos de Leniza.

### Prêmios e indicações
| Ano  | Associações                   | Categoria                        | Recipiente(s)                                                  | Resultado | Ref.  |
| ---- | ----------------------------- | -------------------------------- | -------------------------------------------------------------- | --------- | ----- |
| 1974 | Prêmio Air France             | Melhor Diretor (prêmio especial) | Bruno Barreto                                                  | Venceu    | [ 5 ] |
| 1974 | Prêmio Air France             | Melhor Atriz de Cinema           | Betty Faria                                                    | Venceu    | [ 5 ] |
| 1974 | Prêmio Coruja de Ouro         | Melhor Atriz Coadjuvante         | Odete Lara                                                     | Venceu    | [ 5 ] |
| 1974 | Prêmio Coruja de Ouro         | Melhor Figurinista               | Anísio Medeiros                                                | Venceu    | [ 5 ] |
| 1974 | Prêmio Coruja de Ouro         | Melhor Som                       | Victor Raposeiro                                               | Venceu    | [ 5 ] |
| 1974 | Festival de Cinema de Guarujá | Melhor Filme                     | A Estrela Sobe                                                 | Venceu    | [ 5 ] |
| 1974 | Festival de Cinema de Guarujá | Melhor Atriz Coadjuvante         | Odete Lara                                                     | Venceu    | [ 5 ] |
| 1974 | Prêmio APCA de Cinema         | Melhor Roteiro                   | Bruno Barreto, Isabel Câmara, Carlos Diegues e Leopoldo Serran | Venceu    | [ 5 ] |